# Ayerfjorden
Ayerfjorden is een fjord van het eiland Spitsbergen, dat deel uitmaakt van de Noorse eilandengroep Spitsbergen.

## Geografie
Het fjord is zuid-noord georiënteerd en heeft een lengte van ongeveer zeven kilometer. Ze is de westelijke tak van de twee takken van het fjord Raudfjorden waar het in het noorden op uitkomt. De tak ten westen heet het Klinckowströmfjorden.
Verder ten oosten ligt het Haakon VII Land en ten westen het Albert I Land.